# Châtenois (Vosges)
Châtenois é uma comuna francesa na região administrativa de Grande Leste, no departamento de Vosges. Estende-se por uma área de 17,57 km². Em 2010 a comuna tinha 1 742 habitantes (densidade: 99,1 hab./km²).